# Radosław Gruk
Radosław Tomasz Gruk (ur. 23 kwietnia 1971 w Katowicach) – polski dyplomata, Konsul Generalny RP w Ałmaty (2017–2019), Ambasador RP w Uzbekistanie (2021–2024), od 2025 doradca Prezydenta RP.

## Życiorys
Magister politologii Wydziału Dziennikarstwa i Nauk Politycznych Uniwersytetu Warszawskiego oraz absolwent prawa i administracji na Uniwersytecie Warszawskim.
Pracę w administracji publicznej rozpoczął w 1999 w Ministerstwie Spraw Wewnętrznych i Administracji, gdzie zajmował się sprawami z zakresu obywatelstwa polskiego. Po wejściu w życie ustawy o repatriacji z 2000 został specjalistą w Urzędzie do Spraw Repatriacji i Cudzoziemców, odpowiadając za program powrotu Polaków ze wschodu do historycznej Ojczyzny. Związany był także Polską Organizacją Turystyczną, gdzie zajmował się promocją polskiego biznesu turystycznego na rynkach wschodnich. 
W 2003 związał się z Ministerstwem Spraw Zagranicznych, obejmując stanowisko wicekonsula w Konsulacie Generalnym RP w Sankt Petersburgu, w którym kolejno jako II sekretarz i I sekretarz pracował do 2007. W latach 2007–2013 zajmował samodzielne stanowisko do spraw politycznych i ekonomicznych w stopniu radcy i I radcy pełniąc jednocześnie funkcję konsula RP w Ambasadzie w Podgoricy. W 2015 rozpoczął służbę w Konsulacie Generalnym RP w Ałmaty kolejno jako urzędnik konsularny, kierownik referatu do spraw współpracy z Polonią, spraw prawnych, opieki konsularnej i ruchu osobowego, a od 2017 konsul generalny. Zaangażowany w działania na rzecz identyfikacji polskich pochówków na terytorium Kazachstanu i opieki nad cmentarzami wojennymi żołnierzy Armii Andersa, aktywnie przyczynił się do powstania publikacji Muzeum II Wojny Światowej w Gdańsku „Deportacje Polaków i obywateli polskich do Kazachstanu w latach 1936–1941, która ukazała w większości nieznane dotąd w Polsce dokumenty dotyczące sowieckich deportacji do Kazachstanu. W 2018 był inicjatorem i organizatorem zbiórki funduszy, dzięki której powstał obiekt sportowy dla sierot społecznych przytułku prowadzonego przez polskich misjonarzy w Kapszagaju. Projekt kontynuował po zakończeniu misji w Ałmaty, doprowadzając do powstania kolejnego obiektu dla polskich potomków zesłańców do Kazachskiej SRR. W 2019 zakończył misję w Kazachstanie i został powołany na stanowisko zastępcy dyrektora Biura Spraw Osobowych MSZ, gdzie odpowiadał za koordynację polityki zarządzania zasobami ludzkimi w placówkach zagranicznych. 
23 listopada 2020 został mianowany przez Prezydenta RP ambasadorem w Uzbekistanie z jednoczesną akredytacją w Tadżykistanie. Placówkę objął 8 maja 2021, a 25 sierpnia 2021 złożył listy uwierzytelniające na ręce prezydenta Uzbekistanu Shavkata Mirziyoyeva, a 3 listopada 2021 na ręce prezydenta Tadżykistanu Emomaliego Rahmona. W październiku 2021 był zaangażowany w akcję ewakuacyjną obywateli RP i państw trzecich z Afganistanu. Był inicjatorem i pomysłodawcą projektu digitalizacji Polskich Cmentarzy Wojennych w Uzbekistanie dzięki któremu w 2024 powstała poświęcona im strona internetowa. Urzędowanie zakończył w lipcu 2024. W sierpniu 2025 został doradcą prezydenta RP.
Żonaty z Moniką Gruk, także dyplomatką.

## Odznaczenia i wyróżnienia
- 2016 – Odznaka Honorowa Sybiraka[18]
- 2016 – Medal „Pro Patria”[19]
- 2017 – Złota Odznaka Honorowa za Zasługi dla Związku Sybiraków[20]
- 2018 – Odznaka honorowa „Za Zasługi dla Turystyki”[21]
- 2018 – Odznaka „Za Zasługi dla Sportu”[22]
- 2018 – Bene Merito Dioecesis Bydgostiensis[23]
- 2019 – Medal „Za Zasługi dla Polaków w Kazachstanie”[24]
- 2020 – Złoty Krzyż Zasługi[25]
- 2021 – Medal Stulecia Odzyskanej Niepodległości[4]
- 2022 – Złoty Medal Reipublicae Memoriae Meritum[26]
- 2023 – Krzyż Pamięci Szlaku Nadziei[27]
- 2024 – Medal „Opiekun Miejsc Pamięci Narodowej”[28]
- 2024 – Złoty Medal „Za zasługi dla obronności kraju”[29]